# Gampong Keumuning
Gampong Keumuning is een bestuurslaag in het regentschap Aceh Timur van de provincie Atjeh, Indonesië. Gampong Keumuning telt 388 inwoners (volkstelling 2010).